# Franco Venturini (musicista)
Franco Venturini (Forlimpopoli, 2 agosto 1977) è un pianista, compositore e docente italiano, specializzato in musica classica contemporanea ed elettronica.

## Biografia e carriera
Franco Venturini è un musicista forlivese residente a Parigi. Fin da giovanissimo ha dimostrato un'attitudine non comune per la musica classica, che lo ha indotto a perseguire la carriera musicale. Ha iniziato come pianista, dedicandosi successivamente alla composizione nell'ambito prevalentemente della musica classica contemporanea ed elettronica.

### Formazione
Si è diplomato in pianoforte con lode al Conservatorio "B. Maderna" di Cesena; in seguito ha conseguito il diploma di composizione col massimo dei voti al Conservatorio G. B. Martini di Bologna; il diploma di musica elettronica col massimo dei voti al Conservatorio G. B. Martini di Bologna; il diploma del corso di composizione con Ivan Fedele all'Accademia Nazionale di Santa Cecilia; master di 2º livello in composizione musicale, teoria e ricerca a l'Università di Parigi 8 con una tesi sulle “Tecniche estese" nel pianoforte e nel repertorio pianistico contemporaneo; diplomi di merito alle Master Class di Michele Campanella e del "Trio di Trieste" all'Accademia Chigiana; attestato di merito della Scuola internazionale di musica da camera del Trio di Trieste a Duino.

#### Corsi di perfezionamento
Master Class di pianoforte e musica da camera con:
- Michele Campanella, Accademia Musicale Chigiana, Siena, 2000-2006.[1][3]
- Oxana Yablonskaya,[1] Master Class internazionale di pianoforte, Ravenna, 2000;
- Sergio Perticaroli, Master Class internazionali alla Villa Medici-Giulini, Milano, 1999;
- Pier Narciso Masi, a Piobbico (PS), 1998 ; Corsi estivi internazionali - “Festival sinfonico delle Dolomiti”, Belluno, 1999; presso l'Associazione musicale “A. Corelli”,[7] Fusignano, 1999;
- Francesco La Licata, Atelier di musica da camera del XX secolo, Repubblica di San Marino, 2002;[1]
- “Trio di Trieste”, Accademia Musicale Chigiana, Siena, 2004 e 2005;[3] Scuola superiore internazionale di musica da camera del Trio di Trieste, Duino, 2004-2006.[1]

Master Class/Seminari di composizione con:
- Beat Furrer,[3] De Musica – Nuova Consonanza,[2] Roma, 2011;
- Philippe Hurel,[3] Unsuk Chin, Oscar Strasnoy, ateliers del Centre Acanthes,[3] Metz (Francia), 2011;[2]
- Tristan Murail,[3] Hans Peter Kyburz, Beat Furrer, ateliers del Centre Acanthes, Metz (Francia), 2010;
- Brian Ferneyhough, Wolfgang Rihm, Marco Stroppa 44° Internationale Ferienkurse für Neue Musik, Darmstadt, 2008;[1][2][3]
- Eduard Brunner, Master Class per compositori Traiettorie ‘07, Parma, 2007;[1]
- Sylvano Bussotti, Alessandro Solbiati, Nicola Sani, all'Istituto musicale “A. Peri”, Reggio Emilia, 2002.[1][5]

### Attività artistiche
Franco Venturini si dedica attivamente alla composizione. Suoi lavori sono stati presentati a: Biennale Musica, Venezia; Teatro La Fenice di Venezia; Angelica Festival, Bologna; Festival Milano Musica; Festival MITO, Milano; Festival Traiettorie, Parma; Festival Musikprotokoll, Graz; Pharos Arts Foundation, Cipro; Radio Suisse Romande, Ginevra; Parco della Musica, Roma; Istituto Cervantés, Parigi; Musica para el tercer milenio, Madrid; Festival Mixtur, Barcellona; Nanyang Academy of Fine Arts, Singapore, Central Conservatory, Pechino.
Fra gli interpreti delle sue musiche figurano l'ensemble Proxima Centauri, il Klangforum Wien, il Trío Arbós, il Quartetto Prometeo, Das Neue Ensemble di Hannover, il Quartet New Generation di Berlino, L'imaginaire di Strasburgo, gli ensembles italiani Divertimento, Icarus, Ex novo e FontanaMIX, l’Orchestre National de Lorraine.
Ha ricevuto commissioni dalla Biennale Musica di Venezia, dalla Fondazione Arena di Verona, dall'EXPO di Milano, dal Festival Traiettorie di Parma, dagli Ensemble l'Imaginaire di Strasburgo, Ex Novo, FontanaMIX, Icarus. Ha preso parte al PRIME project (Paetzold Recorder Investigation for Music with Electronics) del Conservatorio di Losanna. Ha beneficiato di una residenza artistica all'Istituto Italiano di Cultura di Parigi.
In qualità di pianista Venturini si dedica particolarmente all'interpretazione del repertorio contemporaneo, sia in veste di solista che in vari ensembles (FontanaMIX, Icarus, Soundinitiative, Accroche Note). Ha collaborato con artisti di fama internazionale, come N. Isherwood, G. Knox, Matthias Pintscher, Stefano Gervasoni, Alessandro Solbiati, N. de Paz, A. Damiens, Giorgio Zagnoni, L. Pfaff ed il coreografo Luca Veggetti per il Festival Angelica di Bologna.
Ha tenuto concerti in vari Festival, fra i quali: Biennale Musica di Venezia; Ravello Concert Society; Accademia Filarmonica di Bologna; Accademia Musicale Chigiana (Siena); Bologna Festival; APERTO Festival (Reggio Emilia); Trieste Prima; Festival Nuove musiche del Teatro Massimo di Palermo; Nuova Consonanza (Roma); Auditorium Parco della Musica (Roma); Fondazione Levi (Venezia); Associazione ETNEA (Catania); Teatro comunale di Bologna; Teatro Verdi (Pisa); Teatro Politeama (Palermo).
In ambito internazionale si è esibito in Francia (Salle Cortot, Parigi; Théâtre Adyar, Parigi; Manifeste IRCAM, Parigi; Matinées du piano, Orléans; Festival International de Wissembourg; Festival Sons d'automne, Annecy; Centre Pompidou, Les Moments Musicaux de Chalosse, Istituti Italiani di Cultura di Parigi e Strasburgo), in Spagna (Museo Nacional Centro de Arte Reina Sofía, Madrid; Festival Mixtur, Barcellona), in Austria (Schönberg Center, Vienna; Bludenzer Tage zeitgemasser Musik), in Croazia (Biennale di Zagabria), in Slovenia (Festival Slowind, Ljubljana), in Svezia (Connect Festival, Malmö).
Ha effettuato una tournée in Nuova Zelanda e Australia con l'ensemble parigino Soundinitiative, dando concerti al Bendigo International Festival of Exploratory Music, al Brisbane Festival, al Yong Siew Toh Conservatory a Singapore.
Sue esecuzioni e composizioni sono state diffuse su varie radio (Radio France Musique, Radio Österreich 1, RaiRadio3). Ha realizzato diverse prime assolute e registrazioni. Ha tenuto conferenze-concerto e seminari sulla musica pianistica contemporanea in conservatori e Università (Roma Tre, Université de Bourgogne, Paris 8, Conservatoire à Rayonnement Régional de Paris).

### Composizioni
Elenco parziale delle composizioni:
- Arachne (2014) per flauto in sol
- Beati pauperes spiritu (2012) per 2 violini, viola, violoncello
- Dàimones (2013) per violino, violoncello, pianoforte, Durata: 15' 00"
- Pensées sur la mort (2011) per flauto, sassofono, pianoforte
- Progetto-Dante (2012), Percorso musicale in 12 stazioni sulla Divina Commedia: INFERNO, discesa - PURGATORIO, salita e Beatitudini - PARADISO, canto e tre studi sulla luce per 2 violini, viola,  violoncello, Durata: 60' 00"
- Sur l'aile du tourbillon intelligent (2010) per pianoforte

### Registrazioni audio-video
- DVD Beethoven & Risonanze con Innen - M. G. Bellocchio, pianoforte - Fondazione S. Fedele.
- DVD Dante con Beati pauperes spiritu, beati misericordes – Prometeo Quartet – Fond. S. Fedele.
- DVD Unirsi al cielo con Metallomorfosi - Klangforum Wien - Fondazione S. Fedele.
- CD con Sur l'aile du tourbillon intelligent – Franco Venturini, pianoforte – Associazione G.E.R.M.I. Roma.

### Premi
- 2° (1° non assegnato), Modern recorder project – Composition Competition - Musikinstitut Darmstadt.
- Prix Albert Roussel e Prix SACEM, 8ème Concours International de piano d’Orléans.[2][3]
- 2º premio, 15º Premio Trio di Trieste – Giampaolo Coral award – International Composition Competition
- 3º premio, Leibniz' Harmonien – Internationaler Kompositionswettbewerb - Hannover.
- 1º premio, Call for Scores GERMI 2010, Associazione musicale G.E.R.M.I. - Roma.
- Menzione onorevole, Premio Farnesina sonora 2009 per compositori, CEMAT – Roma.
- Selezionato per il 9° forum de la jeune création musicale, S.I.M.C. - Parigi.
- 3 premi “Felice e Luigi Magone”, categoria Composizione - Conservatorio di Bologna.
- 5a Rassegna Migliori Diplomati d’Italia, registrazione CD dei vincitori.

### Attività didattiche
- Pianoforte, teoria e solfeggio - scuola di musica «C. Confetta», Reggio Emilia, 2007-2008
- Studio dello spartito - Scuola dell’Opera Italiana del teatro comunale di Bologna, 2009-2010
- Analisi del repertorio per archi – Conservatorio « G. B. Martini » di Bologna, 2011-2012
- Teoria, Analisi, Composizione – Liceo musicale statale « C. Sigonio », Modena, 2016-2017
- Prassi esecutiva del repertorio contemporaneo – Conservatorio « G. B. Martini », Bologna, 2017-2018 – 2018-2019
- Tecniche di lettura estemporanea[9] - Conservatorio di Bologna, A.A. 2018/2019.[5]

#### Progetti pedagogici
Venturini ha condotto progetti pedagogici con l'ensemble parigino (Soundinitiative) di cui è membro, volti a sensibilizzare alla pratica dell'improvvisazione, all'interazione di gruppo ed all'utilizzo dei mezzi informatici:
- Sull'improvvisazione – St-Gratien (Île de France), 2016
- Sulla registrazione e composizione con i mezzi informatici - St-Gratien, 2017
- Sulla musica d'insieme - Conservatorio d'Étampes (Île de France), 2018
- Sull'improvvisazione e l'interazione con l'immagine video ed i mezzi elettronici, presso conservatori in Val d'Oise e in Essonne (Île de France), 2018-2019.

### Altre attività
È altresì stato pianista accompagnatore e maestro sostituto per la Fondazione Arturo Toscanini di Parma, l'Orchestra Luigi Cherubini fondata da Riccardo Muti, corsi di canto tenuti da E. Dara, P. Coni e C. Forte per il Teatro comunale di Piacenza.